# 유소 (양나라)
유소(劉昭)는 남북조시대 남조 양의 역사가이다. <<보주후한지>>(補注後漢志)를 편찬하여 후한서의 내용을 보강하였다